# Cardoso (piłkarz)
Cardoso, właśc. Joaquim Cardoso Neto (ur. 27 czerwca 1943 w São Paulo) – brazylijski piłkarz grający na pozycji napastnika.

## Kariera klubowa
Cardoso zawodową karierę piłkarską rozpoczął w 1963 w Américe São José do Rio Preto. Po roku spędzonym w Jundiaí, Cardoso w 1969 roku trafił do SE Palmeiras, którego jest wychowankiem. Z klubem z São Paulo wygrał rozgrywki Torneio Roberto Gomes Pedrosa w 1968 roku. Ogółem w barwach Palmeiras rozegrał 58 spotkań, w których strzelił 33 bramki.
Później Cardoso występował jeszcze w Guarani FC, Sporcie Recife i Juventusie São Paulo, w którym zakończył karierę 1973 roku.

## Kariera reprezentacyjna
Cardoso występował w olimpijskiej reprezentacji Brazylii. W 1963 roku Cardoso uczestniczył w Igrzyskach Panamerykańskich, na których Brazylia zdobyła złoty medal. Na turnieju w São Paulo Cardoso wystąpił tylko w meczu z USA.